# Aloe craibii
Aloe craibii é uma espécie de liliopsida do gênero Aloe, pertencente à família Asphodelaceae.